# Liste der Baudenkmale in Hildesheim/Baudenkmale außerhalb der Kernstadt
In der Liste der Baudenkmale in Hildesheim/Baudenkmale außerhalb der Kernstadt sind alle Baudenkmale der niedersächsischen Stadt Hildesheim außerhalb der Kernstadt aufgelistet. Die Baudenkmale der Kernstadt Hildesheim befindet sich in der Liste der Baudenkmale in Hildesheim.  Die Baudenkmale der Welterbe Pufferzone befinden sich in der Liste der Baudenkmale in Hildesheim/Pufferzone Welterbe. Die Quelle der Baudenkmale ist der Denkmalatlas Niedersachsen. Der Stand der Liste ist der 31. Oktober 2021.

## Achtum

### Einzelbaudenkmale
| Lage                                     | Bezeichnung              | Beschreibung             | ID       | Bild           |
| ---------------------------------------- | ------------------------ | ------------------------ | -------- | -------------- |
| Kirchstraße 2 52° 8′ 56″ N, 10° 0′ 25″ O | Kirche                   | kath. Kirche St. Martini | 37528938 | Weitere Bilder |
| Ringstraße 52° 8′ 56″ N, 10° 0′ 24″ O    | Kriegerdenkmal           |                          | 37528997 | BW             |
| Ringstraße 52° 8′ 54″ N, 10° 0′ 23″ O    | Wegekreuz                |                          | 37529035 | BW             |
| Ringstraße 19 52° 8′ 59″ N, 10° 0′ 37″ O | Wohn-/Wirtschaftsgebäude |                          | 37529016 | BW             |

## Bavenstedt

### Einzeldenkmale
| Lage                                                 | Bezeichnung | Beschreibung | ID       | Bild           |
| ---------------------------------------------------- | ----------- | ------------ | -------- | -------------- |
| Am Gutshof 52° 10′ 21″ N, 9° 59′ 20″ O               | Ehrenmal    |              | 37531084 | BW             |
| Bavenstedter Hauptstraße 52° 10′ 29″ N, 9° 59′ 24″ O | Kirche      |              | 37531123 | Weitere Bilder |

## Drispenstedt

### Einzelbaudenkmale
| Lage                                                | Bezeichnung | Beschreibung                  | ID       | Bild           |
| --------------------------------------------------- | ----------- | ----------------------------- | -------- | -------------- |
| Am Drispenstedter Brink 52° 10′ 35″ N, 9° 57′ 59″ O | Kirche      | Kath. Pfarrkirche St. Nicolai | 37529316 | Weitere Bilder |
| Peiner Landstraße 200 52° 10′ 35″ N, 9° 57′ 51″ O   | Herrenhaus  | Gutswohnhaus                  | 37533690 | BW             |
| Hildebrandstraße 17 52° 10′ 30″ N, 9° 57′ 58″ O     | Wohnhaus    |                               | 37531830 | BW             |

## Einum

### Gruppe: An der Klus
Die Gruppe „An der Klus“ hat die ID 37503830.

| Lage                                   | Bezeichnung | Beschreibung                | ID       | Bild |
| -------------------------------------- | ----------- | --------------------------- | -------- | ---- |
| An der Klus 52° 9′ 51″ N, 10° 0′ 37″ O | Kapelle     | Muttergotteskapelle, „Klus“ | 37521602 |      |
| An der Klus 52° 9′ 51″ N, 10° 0′ 38″ O | Garten      | Löwentorpark                | 37528860 | BW   |

### Einzelbaudenkmale
| Lage                                         | Bezeichnung | Beschreibung             | ID       | Bild           |
| -------------------------------------------- | ----------- | ------------------------ | -------- | -------------- |
| Alte Heerstraße 52° 9′ 42″ N, 10° 0′ 27″ O   | Gedenkstein | sogenannter Glockenstein | 37529092 |                |
| Lindenstraße 52° 9′ 43″ N, 10° 1′ 3″ O       | Wegekreuz   |                          | 37529211 | BW             |
| Lindenstraße 52° 9′ 43″ N, 10° 1′ 3″ O       | Baumbestand |                          | 37536741 | BW             |
| Lindenstraße 52° 9′ 53″ N, 10° 0′ 56″ O      | Bildstock   | Hobergsche Kreuz         | 37529231 | BW             |
| Lindenstraße 52° 9′ 53″ N, 10° 0′ 56″ O      | Baumbestand | Hobergsche Kreuz         | 37536682 | BW             |
| Franz-Heise-Weg 1 52° 9′ 50″ N, 10° 0′ 51″ O | Kirche      |                          | 37529172 | Weitere Bilder |
| Kirchplatz 52° 9′ 50″ N, 10° 0′ 49″ O        | Friedhof    |                          | 37529192 | BW             |
| Große Barnte 52° 9′ 24″ N, 10° 1′ 17″ O      | Kreuzstein  |                          | 37529153 | BW             |

## Himmelsthür

### Einzelbaudenkmale
| Lage                                             | Bezeichnung | Beschreibung              | ID       | Bild           |
| ------------------------------------------------ | ----------- | ------------------------- | -------- | -------------- |
| Altenau 12 52° 9′ 43″ N, 9° 54′ 42″ O            | Wohnhaus    | Blumenbergscher Hof       | 37530399 |                |
| Im Kirschenhain 52° 9′ 53″ N, 9° 54′ 36″ O       | Ehrenmal    |                           | 37530418 |                |
| Im Kirschenhain 52° 9′ 53″ N, 9° 54′ 36″ O       | Einfriedung |                           | 37536428 |                |
| Jahnstraße 52° 9′ 45″ N, 9° 55′ 14″ O            | Kapelle     | Flurkapelle               | 37530438 |                |
| Jahnstraße 1 52° 9′ 43″ N, 9° 55′ 4″ O           | Wegekreuz   |                           | 37530438 |                |
| Jahnstraße 17, 19, 21 52° 9′ 44″ N, 9° 54′ 59″ O | Kirche      | Ev.-luth. Pauluskirche    | 37535666 |                |
| Konrad-Naue-Straße 7 52° 9′ 50″ N, 9° 54′ 34″ O  | Wohnhaus    |                           | 37530477 |                |
| Linnenkamp 52° 9′ 36″ N, 9° 53′ 57″ O            | Wegekreuz   |                           | 37530496 |                |
| Linnenkamp 52° 9′ 36″ N, 9° 53′ 58″ O            | Baumbestand |                           | 37536780 |                |
| Linnenkamp 52° 9′ 43″ N, 9° 54′ 14″ O            | Wegekreuz   |                           | 37530516 |                |
| Linnenkamp 52° 9′ 44″ N, 9° 54′ 14″ O            | Baumbestand |                           | 37536799 |                |
| Linnenkamp 52° 10′ 0″ N, 9° 54′ 58″ O            | Wegekreuz   |                           | 37530536 |                |
| Linnenkamp 52° 10′ 0″ N, 9° 54′ 58″ O            | Baumbestand |                           | 37536837 |                |
| Obere Dorfstraße 52° 9′ 29″ N, 9° 54′ 35″ O      | Wegekreuz   |                           | 37530556 |                |
| Obere Dorfstraße 52° 9′ 29″ N, 9° 54′ 36″ O      | Baumbestand |                           | 37536818 |                |
| Obere Dorfstraße 12 52° 9′ 32″ N, 9° 54′ 35″ O   | Kirche      | Serbisch-orthodoxe Kirche | 37534427 | Weitere Bilder |
| Silberfinderstraße 4 52° 9′ 52″ N, 9° 54′ 51″ O  | Gebäuderest | Klostergut, ehem.         | 37530597 |                |
| Silberfinderstraße 5 52° 9′ 50″ N, 9° 54′ 43″ O  | Toranlage   | Klostergut, ehem.         | 37530619 | BW             |
| Silberfinderstraße 5 52° 9′ 52″ N, 9° 54′ 52″ O  | Scheune     | Klostergut, ehem.         | 37530639 |                |
| Untere Dorfstraße 52° 9′ 38″ N, 9° 54′ 43″ O     | Kirche      | Kath. Kirche St. Martinus | 37534407 | Weitere Bilder |
| Untere Dorfstraße 52° 9′ 43″ N, 9° 54′ 45″ O     | Bildstock   | Breitpfeilerbildstock     | 37534387 |                |

## Itzum

### Einzelbaudenkmale
| Lage                                               | Bezeichnung    | Beschreibung | ID       | Bild |
| -------------------------------------------------- | -------------- | --- | -------- | ---- |
| Fuchsberg 52° 6′ 50″ N, 9° 59′ 37″ O               | Bildstock      | | 37534448 | BW   |
| Grie 52° 6′ 43″ N, 9° 59′ 51″ O                    | Bildstock      | Der Bildstock entstand 1862. Er zeigt eine Madonnenfigur mit dem Christuskind. | 37534468 | BW   |
| Grie 52° 6′ 43″ N, 9° 59′ 52″ O                    | Baumbestand    | | 37536760 | BW   |
| Itzumer Hauptstraße 52° 6′ 40″ N, 9° 59′ 48″ O     | Kirche         | Die katholische Kirche St. Georg wurde von 1820 bis 1821 erbaut. Der Westturm wurde im Jahre 1891 hinzugefügt. Im Inneren befindet sich ein Deckengemälde aus dem Jahr 1904, der Maler war Joseph Bohland d. Ä. Es stellt Szenen aus dem Alten und Neuen Testament da. Das Prospekt der Orgel stammt aus der Kirche in Lamspringe und stammt aus dem 17. Jahrhundert. | 37534489 | BW   |
| Itzumer Hauptstraße 30a 52° 6′ 41″ N, 9° 59′ 47″ O | Kriegerdenkmal | Das Denkmal erinnert an die beiden Weltkriege. | 37534509 | BW   |

## Marienburg

### Gruppe: Wirtschaftshof Beusterstraße 22
Die Gruppe „Wirtschaftshof Beusterstraße 22“ hat die ID 37504087.

| Lage                                        | Bezeichnung | Beschreibung | ID       | Bild |
| ------------------------------------------- | ----------- | ------------ | -------- | ---- |
| Beusterstraße 22 52° 6′ 46″ N, 9° 58′ 39″ O | Scheune     |              | 37525186 | BW   |
| Beusterstraße 22 52° 6′ 46″ N, 9° 58′ 42″ O | Stall       |              | 37525163 | BW   |
| Beusterstraße 22 52° 6′ 44″ N, 9° 58′ 39″ O | Scheune     |              | 37525186 | BW   |

### Gruppe: Domäne Marienburg/Domänenstraße
Die Gruppe „Domäne Marienburg/Domänenstraße“ hat die ID 37503845.

| Lage                                           | Bezeichnung          | Beschreibung | ID       | Bild |
| ---------------------------------------------- | -------------------- | ------------ | -------- | ---- |
| Domänenstraße 1 52° 6′ 53″ N, 9° 58′ 53″ O     | Wohnhaus             |              | 37525286 |      |
| Domänenstraße 2 52° 6′ 52″ N, 9° 58′ 54″ O     | Bergfried            |              | 37525234 | BW   |
| Domänenstraße 2 52° 6′ 52″ N, 9° 58′ 56″ O     | Burg                 |              | 37525259 | BW   |
| Domänenstraße 3 52° 6′ 55″ N, 9° 58′ 56″ O     | Arbeiterwohnhaus     |              | 37525313 | BW   |
| Domänenstraße 2 52° 6′ 54″ N, 9° 58′ 55″ O     | Wirtschaftsgebäude   |              | 37525338 | BW   |
| Domänenstraße 2 52° 6′ 53″ N, 9° 58′ 55″ O     | Wohnhaus             |              | 37528744 | BW   |
| Münchewiese 61 A 52° 6′ 52″ N, 9° 58′ 47″ O    | Wohnhaus             |              | 38358592 | BW   |
| Domänenstraße 60 52° 6′ 52″ N, 9° 58′ 48″ O    | Landarbeiterwohnhaus |              | 38358599 | BW   |
| Domänenstraße 61 52° 6′ 52″ N, 9° 58′ 49″ O    | Landarbeiterwohnhaus |              | 38358618 | BW   |
| Domänenstraße 57/58 52° 6′ 51″ N, 9° 58′ 48″ O | Landarbeiterwohnhaus |              | 38358537 | BW   |
| Domänenstraße 57 52° 6′ 51″ N, 9° 58′ 48″ O    | Stallgebäude         |              | 38358573 | BW   |

### Gruppe: Lindenallee
Die Gruppe „Lindenallee“ hat die ID 37504016.

| Lage                                   | Bezeichnung     | Beschreibung | ID       | Bild |
| -------------------------------------- | --------------- | ------------ | -------- | ---- |
| Lindenallee 52° 6′ 35″ N, 9° 58′ 45″ O | Allee           |              | 37525360 | BW   |
| Lindenallee 52° 6′ 35″ N, 9° 58′ 44″ O | Straßenpflaster |              | 37528767 | BW   |

### Einzelbaudenkmale
| Lage                       | Bezeichnung | Beschreibung       | ID       | Bild |
| -------------------------- | ----------- | ------------------ | -------- | ---- |
| 52° 6′ 54″ N, 9° 58′ 40″ O | Brücke      | sog. Beusterbrücke | 41770274 | BW   |

## Marienrode

### Gruppe: Zisterzienserkloster Egloffsteinstraße
Die Gruppe „Zisterzienserkloster Egloffsteinstraße“ hat die ID 37503861.

| Lage                                           | Bezeichnung    | Beschreibung | ID       | Bild           |
| ---------------------------------------------- | -------------- | --- | -------- | -------------- |
| Auf dem Gutshof 1 52° 6′ 52″ N, 9° 54′ 54″ O   | Konventgebäude | | 37522038 | BW             |
| Egloffsteinstraße 52° 6′ 50″ N, 9° 54′ 55″ O   | Kirche         | Klosterkirche St. Michael | 37525382 | BW             |
| An den Mühlen 1 52° 6′ 49″ N, 9° 55′ 8″ O      | Wassermühle    | | 37525568 | BW             |
| Egloffsteinstraße 52° 6′ 54″ N, 9° 54′ 49″ O   | Kapelle        | St. Cosmas und Damian | 37525407 | Weitere Bilder |
| Egloffsteinstraße 52° 6′ 52″ N, 9° 54′ 47″ O   | Schmiede       | | 37525455 | BW             |
| Egloffsteinstraße 1 52° 6′ 54″ N, 9° 54′ 45″ O | Schafstall     | | 37522066 |                |
| Egloffsteinstraße 52° 6′ 52″ N, 9° 54′ 50″ O   | Taubenturm     | | 37525477 | Weitere Bilder |
| Egloffsteinstraße 52° 6′ 53″ N, 9° 54′ 46″ O   | Grabmal        | Die Baronin Henriette von Beaulieu-Marconnay (geborene Freiin von und zu Egloffstein) war in der zweiten Ehe mit Carl Baron von Beaulieu-Marconnay verheiratet. Der Grabstein befindet sich außerhalb des Klosters. Die Familie bekannt durch die Zugehörigkeit zum Freundeskreis Goethes. | 37522157 |                |
| Egloffsteinstraße 52° 6′ 53″ N, 9° 54′ 52″ O   | Scheune        | | 37525523 | BW             |
| Egloffsteinstraße 52° 6′ 57″ N, 9° 55′ 24″ O   | Scheune        | Feldscheune | 37525523 | BW             |

### Einzelbaudenkmale
| Lage                                           | Bezeichnung   | Beschreibung | ID       | Bild |
| ---------------------------------------------- | ------------- | ------------ | -------- | ---- |
| An den Mühlen 2a 52° 6′ 44″ N, 9° 55′ 9″ O     | Bockwindmühle |              | 37534662 |      |
| Egloffsteinstraße 2 52° 6′ 55″ N, 9° 54′ 47″ O | Schule        |              | 37534623 |      |

## Neuhof

### Gruppe: Dethmarstraße 18, Hofanlage
Die Gruppe „Dethmarstraße 18, Hofanlage“ hat die ID 37503238.

| Lage                                       | Bezeichnung | Beschreibung | ID       | Bild |
| ------------------------------------------ | ----------- | --- | -------- | ---- |
| Dethmarstraße 18 52° 7′ 32″ N, 9° 55′ 2″ O | Wohnhaus    | Die Hofanlage besteht aus einem Wohnhaus an der Straße und einer Durchfahrtscheune, die etwas zurückgesetzt ist. Das Wohnhaus wurde um 1800 aus Bruchstein erbaut, wahrscheinlich wurde im Jahre 1899 wurde ein Fachwerkbau angebaut. Das Haus hat drei Geschosse und ein Mansardwalmdach. Die Längsdurchfahrtscheune hat die Durchfahrt auf der linken Seite und hat ein Geschoss. Auf einer Inschrift werden die Eheleute Joseph Bormann und Anna Bormann, geborene Grebe genannt. Weiter befinden sich die Jahreszahlen 1766 und 1899 auf der Inschrift. Wahrscheinlich wurde die Scheune 1766 erbaut und 1899 umgebaut. | 37515353 | BW   |
| Dethmarstraße 18 52° 7′ 32″ N, 9° 55′ 4″ O | Scheune     | | 37509802 | BW   |

### Einzelbaudenkmale
| Lage                                           | Bezeichnung | Beschreibung | ID       | Bild |
| ---------------------------------------------- | ----------- | --- | -------- | ---- |
| Kirschblütenweg 8 52° 7′ 29″ N, 9° 54′ 58″ O   | Wohnhaus    | | 37534701 | BW   |
| Neuhofer Straße 125 52° 7′ 27″ N, 9° 55′ 13″ O | Gaststätte  | In den runden Bogenfelder über den Fenstern befinden sich sternförmige Reliefs, daher der Name des ehemaligen Gasthofes „Sternhaus“. Es ist ein Backsteinbau, wahrscheinlich aus dem Jahr 1899, die Wetterfahne trägt dieses Jahr. Das Haus hat zwei Geschosse, unter dem Dach befindet sich ein Drempel aus Fachwerk.       | 37533420 | BW   |
| Neuhofer Straße 126 52° 7′ 26″ N, 9° 55′ 11″ O | Wohnhaus    | Das Wohnhaus wurde in der zweiten Hälfte des 19. Jahrhunderts erbaut. Es ist ein zweigeschossiger Fachwerkbau mit einem Satteldach. Die Fassade ist symmetrisch, in der Mitte befindet sich ein dreigeschossiges Risalit mit zwei Fensterachsen. Rechts und links vom Risalit befinden sich ebenfalls je zwei Fensterachsen. | 37533439 | BW   |

## Ochtersum

### Gruppe: Godehardstraße 29
Die Gruppe „Godehardstraße 29“ hat die ID 37503875.

| Lage                                         | Bezeichnung | Beschreibung | ID       | Bild |
| -------------------------------------------- | ----------- | --- | -------- | ---- |
| Godehardstraße 52° 7′ 39″ N, 9° 56′ 46″ O    | Kirche      | Die ehemalige Kirche wurde von 1857 bis 1857 erbaut. Es ist ein Ziegelbau mit einem quadratischen Westturm. Die Fassade ist mit schmalen Lisenen geschmückt. Die Kirche wird heute als Depot für die kirchliche Denkmalpflege genutzt. | 37525610 |      |
| Godehardstraße 29 52° 7′ 38″ N, 9° 56′ 47″ O | Pfarrhaus   | Das ehemalige Wohnhaus wurde um 1900 erbaut. Es ist ein zweigeschossiges Haus mit einem Walmdach. Das obere Geschoss ist verziegelt, der Eingang befindet sich an der linken Seite des Hauses.                                         | 37525632 |      |
| Godehardstraße 52° 7′ 40″ N, 9° 56′ 46″ O    | Ehrenmal    | | 37525653 |      |

### Einzelbaudenkmale
| Lage                                                 | Bezeichnung | Beschreibung | ID       | Bild |
| ---------------------------------------------------- | ----------- | --- | -------- | ---- |
| Am Burghof 52° 7′ 35″ N, 9° 56′ 45″ O                | Bildstock   | Der Bildstock befand sich ursprünglich im Garten des Wohnhauses Am Burghof 1. | 37534720 |      |
| Am Burghof 1 52° 7′ 34″ N, 9° 56′ 47″ O              | Wohnhaus    | Das Wohnhaus wird auch „Eilers Schlösschen“ genannt, benannt wurde es nach dem Ziegeleibesitzer Eilers. Das zweigeschossige Haus ist mit Holz beschlagen. Die Hauptfassade besteht aus zwei Risaliten an den Seiten und einem zurückgesetzten Mittelteil. Hier befindet sich der Eingang mit einer Freitreppe. Ursprünglich gehörte das Haus zu einer größeren Hofanlage. Erbaut wurde es zum Ende des 19. Jahrhunderts. | 37534739 | BW   |
| Kurt-Schumacher-Straße 26 52° 7′ 51″ N, 9° 56′ 37″ O | Villa       | Die Fabrikantenvilla wurde 1895 aus Bruchstein erbaut. | 37534957 |      |

## Sorsum

### Gruppe: Klostergut: Im Klostergut ff
Die Gruppe „Klostergut: Im Klostergut ff“ hat die ID 37503889.

| Lage                                                            | Bezeichnung        | Beschreibung                        | ID       | Bild |
| --------------------------------------------------------------- | ------------------ | ----------------------------------- | -------- | ---- |
| Im Klostergut 10, 10A, 12, 14, 16 52° 8′ 50″ N, 9° 52′ 41″ O    | Herrenhaus         |                                     | 37525674 | BW   |
| Im Klostergut 52° 8′ 51″ N, 9° 52′ 40″ O                        | Taubenturm         |                                     | 37525726 | BW   |
| Im Klostergut 24, 26, 28, 30, 32, 34 52° 8′ 52″ N, 9° 52′ 40″ O | Scheune            |                                     | 37525700 | BW   |
| Im Klostergut 1 ff 52° 8′ 51″ N, 9° 52′ 38″ O                   | Einfriedungsmauer  |                                     | 37527450 | BW   |
| Hinter dem Dorfe 18 52° 8′ 53″ N, 9° 52′ 37″ O                  | Wirtschaftsgebäude | Stall/Scheune (westlich der Straße) | 37527575 | BW   |
| Hinter dem Dorfe 18 52° 8′ 52″ N, 9° 52′ 37″ O                  | Wohnhaus           |                                     | 37527697 | BW   |

### Einzelbaudenkmale
| Lage                                               | Bezeichnung              | Beschreibung                                                                                                 | ID       | Bild           |
| -------------------------------------------------- | ------------------------ | --- | -------- | -------------- |
| Bei Antonius 52° 8′ 2″ N, 9° 52′ 40″ O             | Kapelle                  | Antoniuskapelle                                                                                              | 37534777 | BW             |
| Sorsumer Hauptstraße 36 52° 8′ 50″ N, 9° 52′ 50″ O | Kirche                   | katholische Kirche St. Kunibert                                                                              | 37534854 | Weitere Bilder |
| 52° 7′ 20″ N, 9° 51′ 22″ O                         | Hudestein                | Grenzstein, etwa 40 Meter von der Kreuzung den Weg nach Süden, dort rechtwinklig etwa zehn Meter nach Westen | 46421924 | BW             |
| Schildweg 52° 8′ 50″ N, 9° 52′ 56″ O               | Ehrenmal                 | | 37534816 | BW             |
| Sorsumer Hauptstraße 17 52° 8′ 58″ N, 9° 52′ 45″ O | Wohn-/Wirtschaftsgebäude | | 39813222 | BW             |
| Sorsumer Hauptstraße 20 52° 8′ 56″ N, 9° 52′ 49″ O | Wohnhaus                 | | 37534874 | BW             |
| Sorsumer Hauptstraße 22 52° 8′ 55″ N, 9° 52′ 49″ O | Wohn-/Wirtschaftsgebäude | | 37534893 | BW             |
| Schildweg 52° 8′ 54″ N, 9° 52′ 53″ O               | Wegekreuz                | | 37530659 | BW             |
| Sorsumer Hauptstraße 95 52° 8′ 26″ N, 9° 52′ 45″ O | Wegekreuz                | | 37530679 | BW             |

## Uppen

### Einzelbaudenkmale
| Lage                                    | Bezeichnung | Beschreibung                                   | ID       | Bild |
| --------------------------------------- | ----------- | ---------------------------------------------- | -------- | ---- |
| Knebelweg 2 52° 8′ 19″ N, 10° 1′ 35″ O  | Wohnhaus    |                                                | 37534938 | BW   |
| B 6 km 5,340 52° 8′ 23″ N, 10° 1′ 19″ O | Bildstock   | Nepomuk-Standbild an der Kreuzung Uppener Pass | 37534913 | BW   |

## Ehemalige Baudenkmale
| Lage                                                   | Bezeichnung                           | Beschreibung | ID | Bild |
| ------------------------------------------------------ | ------------------------------------- | --- | -- | --- |
| Marienrode Egloffsteinstraße 52° 7′ 6″ N, 9° 54′ 27″ O | Beaulieustein                         | Der Gedenkstein wurde zum 50-jährigen Dienstjubiläum aufgestellt. Er erinnert an Carl Baron von Beaulieu-Marconnay, ein Oberforstmeister und Ehrenbürger von Hildesheim.Der Stein wurde im November 1852 aufgestellt und befindet sich nordwestlich des Klosters. |    | [[Vorlage:Bilderwunsch/code!/C:52.118364,9.907393!/D:Marienrode Egloffsteinstraße, Beaulieustein!/\|BW]] |
| Marienrode 52° 6′ 54″ N, 9° 55′ 17″ O                  | Lindenallee mit historischem Pflaster | Die Lindenallee führt von der Straße Hildesheim – Alfeld zum Kloster. |    | BW |
| Uppen Uppener Pass 52° 8′ 21″ N, 10° 1′ 22″ O          | Grenzstein                            | |    | [[Vorlage:Bilderwunsch/code!/C:52.139181,10.022807!/D:Uppen Uppener Pass, Grenzstein!/\|BW]]             |